# ناصر أحمد (لاعب كريكت باكستاني)
ناصر أحمد (18 ديسمبر 1989 في باكستان - ) هو لاعب كريكت باكستاني.

## وصلات خارجية
- ناصر أحمد على موقع إي آس بي آن كريك إنفو (الإنجليزية)